# Акты Московского государства 1544 года
Правление: 1533—1584 — Иван IV Васильевич Грозный  (опекунский совет)

## Акты Московского государства 1544 года
- 2 марта — жалованная данная (поместная) и несудимая грамота великого князя Ивана Васильевича Иевлеву Ивану Васильевичу с детьми Михаилом и Семёном на сельцо Курдаки (Курдакино) с деревнями и починками в Заупском стане Тульского уезда.
- 11 апреля — жалованная (подтвердительная) несудимая грамота великого князя Ивана Васильевича Сухотину Истоме Васильевичу с детьми Григорием, Федосом, Сеитом, Третьяком и Дмитрием на их поместье в Тульском, Боровском и Коломенском уездах.
- 20 апреля — Уставная грамота Звенигородского уезда дворцового Андреевского села крестьянам.
- 13 июня — жалованная грамота ростовского архиепископа Алексия Троице-Сергиеву монастырю об освобождении от пошлин церкви в селе Берлюково.